# Амберавто А3

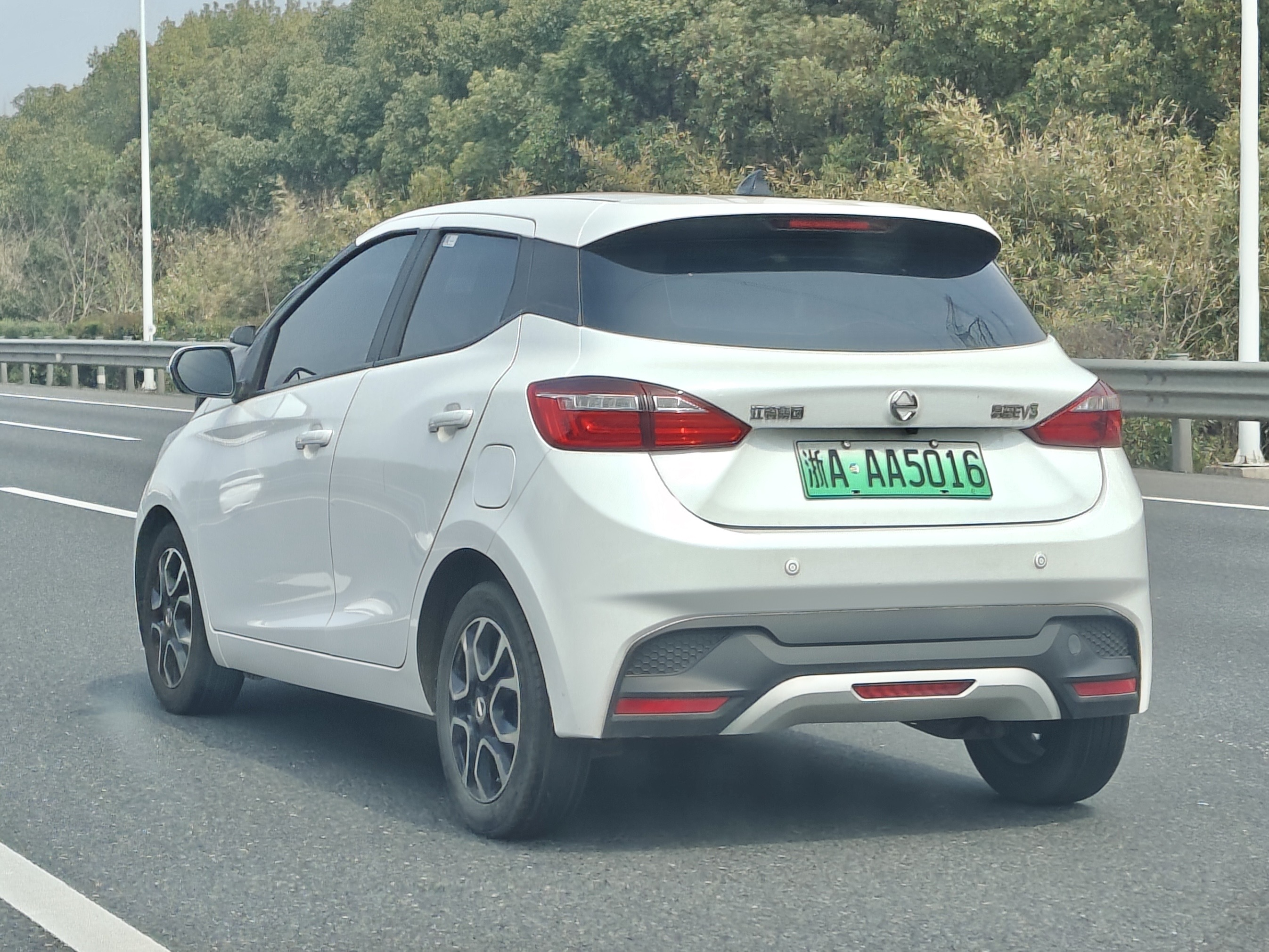
JMEV EVeasy EV3 — оригинальный автомобиль

Амберавто А3 — городской электромобиль производства калининградской компании Автотор. Является версией JMEV EV3, адаптированной для эксплуатации в условиях российского климата.

## Описание
В начале 2024 года на завод компании Автотор были направлены машинокомплекты JMEV EV3. Утверждалось, что автомобиль на базе комплектующих JMEV EV3 получит название Амберавто А3. Старт продаж был намечен на вторую половину 2024 года.
После А5 и L7, А3 является третьей моделью под брендом Amber. По габаритам автомобиль сравним с Chevrolet Spark. Вместимость автомобиля составляет 4 человека. Вместо панели управления имеется 10-дюймовый сенсорный экран.
Ценовой диапазон варьируется от 2,5 до 2,65 млн рублей.

## Технические характеристики
Амберавто А3 оснащается электродвигателем мощностью до 55 л. с. и аккумуляторами ёмкостью до 22—31 кВт⋅ч. Запас хода на одной зарядке составляет 250—330 км.